# Alireza Nadalian
Alireza Nadalian es un deportista iraní que compite en taekwondo. Ganó una medalla de plata en el Campeonato Asiático de Taekwondo de 2022, en la categoría de +87 kg.

## Palmarés internacional
| Campeonato Asiático | Campeonato Asiático       | Campeonato Asiático | Campeonato Asiático |
| Año                 | Lugar                     | Medalla             | Categoría           |
| ------------------- | ------------------------- | ------------------- | ------------------- |
| 2022                | Chuncheon (Corea del Sur) | Medalla de plata    | +87 kg              |